# Прилеп (улица във Варна)
Вижте пояснителната страница за други значения на Прилеп.
„Прилеп“ е улица във Варна, намираща се на границата между район Приморски и район Младост. Наречена е на възрожденския град Прилеп в днешна Северна Македония.
Простира се от булевард „Цар Освободител“, пресича булевард Христо Смирненски и излиза на север от Варна посока село Каменар.

## Обекти
Западна страна
- ВиК – Варна

Източна страна
- стадион Спартак – Варна